# Sverre Stensheim
Sverre Malvin Stensheim (ur. 31 października 1933 w Vognil, zm. 22 stycznia 2022 w Malvik) – norweski biegacz narciarski.
Zajął piąte miejsce w biegu na 50 km podczas Igrzysk Olimpijskich w Innsbrucku w 1964 roku. Wygrywał także biegi na 50 km podczas zawodów Holmenkollen w latach 1959, 1960 i 1961.
W 1960 r. Stensheim otrzymał medal Holmenkollen wraz z reprezentantem NRD Helmutem Recknagelem, Szwedem Sixtenem Jernbergiem oraz Norwegiem Tormodem Knutsenem.